# NGC 991
NGC 991 је спирална галаксија у сазвежђу Кит која се налази на NGC листи објеката дубоког неба.
Деклинација објекта је - 7° 9' 18" а ректасцензија 2h 35m 32,6s. Привидна величина (магнитуда) објекта NGC 991 износи 11,7 а фотографска магнитуда 12,4. Налази се на удаљености од 18,8000 милиона парсека од Сунца. NGC 991 је још познат и под ознакама MCG -1-7-23, IRAS 02330-0722, KUG 0233-073, PGC 9846.